# Berjaya Times Square
Berjaya Times Square è un complesso di torri gemelle che fungono da hotel, condominio, parco divertimenti al coperto e complesso di centri commerciali a Bukit Bintang, Kuala Lumpur, Malesia . È stato inaugurato nell'ottobre 2003 dal 4 ° Primo Ministro della Malesia, Mahathir Mohamad.

## Caratteristiche
Lo sviluppo è attualmente il decimo edificio più grande del mondo per superficie ed è stato anche etichettato come "l'edificio più grande del mondo mai costruito in una sola fase". Questo edificio è costituito da un centro commerciale, un ufficio commerciale e un centro ricreativo con oltre 1000 negozi al dettaglio, 1200 suite di servizi di lusso, 65 negozi di alimentari e attrazioni di intrattenimento come il parco a tema di Berjaya Times Square e il teatro 2D e 3D GSC MAXX (precedentemente IMAX ).